# نام هه سونگ
نام هه سونگ (کره‌ای: 남혜승) آهنگساز و کارگردان موسیقی اهل کره جنوبی است. او یکی از بهترین موسیقی‌دان‌های کره جنوبی به‌شمار می‌آید و بر آلات موسیقی مختلفی تسلط دارد.
او برندهٔ جایزهٔ کارگردان موسیقی است و پس از فارغ‌التحصیلی از دانشگاه یانسه که یکی از معتبرترین دانشگاه‌های کره جنوبی است، وارد دنیای صنعت سرگرمی شد.

## فیلم‌شناسی
| عنوان                                           | شبکه        | سال  |
| ----------------------------------------------- | ----------- | ---- |
| جذابیت بیشتر در روز                             | ام‌بی‌سی      | ۲۰۱۰ |
| تو خیلی زیبایی                                  | ام‌بی‌سی      | ۲۰۱۱ |
| تیم عملیات ویژه ۱۰                              | اوسی‌ان      | ۲۰۱۱ |
| نمی‌تونم از دست بدم                              | ام‌بی‌سی      | ۲۰۱۱ |
| پیشنهاد تأثیر گذار                              | تی‌وی چوسان  | ۲۰۱۲ |
| قلب زرد                                         | تی‌وی‌ان      | ۲۰۱۲ |
| ملکه و من                                       | تی‌وی‌ان      | ۲۰۱۲ |
| من به عشق نیاز دارم ۲                           | تی‌وی‌ان      | ۲۰۱۲ |
| ماسک شیشه‌ای                                     | تی‌وی‌ان      | ۲۰۱۲ |
| گل‌پسر همسایه                                    | تی‌وی‌ان      | ۲۰۱۳ |
| ناین                                            | تی‌وی‌ان      | ۲۰۱۳ |
| تیم عملیات ویژه ۱۰، ۲                           | اوسی‌ان      | ۲۰۱۳ |
| فراری از چوسان                                  | کی‌بی‌اس۲     | ۲۰۱۳ |
| شهر بی‌رحم                                       | جی‌تی‌بی‌سی    | ۲۰۱۳ |
| دستم رو بگیر                                    | ام‌بی‌سی      | ۲۰۱۳ |
| همسر همسایه‌ات                                   | جی‌تی‌بی‌سی    | ۲۰۱۳ |
| به عشق نیاز دارم ۳                              | تی‌وی‌ان      | ۲۰۱۴ |
| چشمهای فرشته                                    | اس‌بی‌اس      | ۲۰۱۴ |
| عشق جادوگر                                      | تی‌وی‌ان      | ۲۰۱۴ |
| روزهای بهاری من                                 | کی‌بی‌اس۲     | ۲۰۱۴ |
| کشف عشق                                         | کی‌بی‌اس۲     | ۲۰۱۴ |
| سه تفنگدار                                      | تی‌وی‌ان      | ۲۰۱۴ |
| عشق در طول هزاره                                | هونان تی‌وی  | ۲۰۱۵ |
| جاده برفی                                       | کی‌بی‌اس۱     | ۲۰۱۵ |
| این عشق منه                                     | جی‌تی‌بی‌سی    | ۲۰۱۵ |
| عروس زیبای من                                   | اوسی‌ان      | ۲۰۱۵ |
| چون اولین باره                                  | آن‌استایل    | ۲۰۱۵ |
| آدامس بادکنکی                                   | تی‌وی‌ان      | ۲۰۱۵ |
| یک پایان شاد دیگر                               | ام‌بی‌سی      | ۲۰۱۶ |
| حافظه                                           | تی‌وی‌ان      | ۲۰۱۶ |
| همسر خوب                                        | تی‌وی‌ان      | ۲۰۱۶ |
| حسادت آشکار                                     | اس‌بی‌اس      | ۲۰۱۶ |
| درامای ویژه کی‌بی‌اس – «معلم سرخ» (قسمت ۱، فصل ۷) | کی‌بی‌اس۲     | ۲۰۱۶ |
| گابلین                                          | تی‌وی‌ان      | ۲۰۱۶ |
| جاده برفی                                       | فیلم        | ۲۰۱۷ |
| ماشین تحریر شیکاگو                              | تی‌وی‌ان      | ۲۰۱۷ |
| شریک مشکوک                                      | اس‌بی‌اس      | ۲۰۱۷ |
| عروس هابک                                       | تی‌وی‌ان      | ۲۰۱۷ |
| بلک                                             | اوسی‌ان      | ۲۰۱۷ |
| درخشش باران                                     | جی‌تی‌بی‌سی    | ۲۰۱۷ |
| دراما استیج – «پخش نشده» (قسمت ۷، فصل ۱)        | تی‌وی‌ان      | ۲۰۱۸ |
| تابه عشق                                        | اس‌بی‌اس      | ۲۰۱۸ |
| زندگی در مریخ                                   | اوسی‌ان      | ۲۰۱۸ |
| آقای آفتاب                                      | تی‌وی‌ان      | ۲۰۱۸ |
| سرزمین ستارگان                                  | تی‌وی‌ان      | ۲۰۱۸ |
| رویارویی                                        | اس‌بی‌اس      | ۲۰۱۸ |
| عشق یک کتاب پاداش است                           | تی‌وی‌ان      | ۲۰۱۹ |
| پسر روان‌سنج                                     | تی‌وی‌ان      | ۲۰۱۹ |
| دنیای زیبا                                      | جی‌تی‌بی‌سی    | ۲۰۱۹ |
| بی‌خانمان                                        | اس‌بی‌اس      | ۲۰۱۹ |
| سقوط بر روی تو                                  | تی‌وی‌ان      | ۲۰۱۹ |
| بخشی از ذهن تو                                  | تی‌وی‌ان      | ۲۰۲۰ |
| مشکلی نیست که خوب نباشی                         | تی‌وی‌ان      | ۲۰۲۰ |
| ثبت جوانی                                       | تی‌وی‌ان      | ۲۰۲۰ |
| دلباخته در شهر                                  | کاکائو تی‌وی | ۲۰۲۰ |
| بازتابی از تو                                   | جی‌تی‌بی‌سی    | ۲۰۲۱ |
| بولگاسال: ارواح جاودان                          | تی‌وی‌ان      | ۲۰۲۱ |
| تابستان دوست‌داشتنی ما                           | اس‌بی‌اس      | ۲۰۲۱ |
| پیوند: بخور، عشق بورز و بکش                     | تی‌وی‌ان      | ۲۰۲۲ |
| کیمیای روح                                      | تی‌وی‌ان      | ۲۰۲۲ |
| شکوفایی جوانی ما                                | تی‌وی‌ان      | ۲۰۲۳ |
| دونا!                                           | نتفلیکس     | ۲۰۲۳ |
| خانه شیرین ۲                                    | نتفلیکس     | ۲۰۲۳ |
| بگو که دوستم داری                               | ئی‌ان‌ای      | ۲۰۲۴ |
| ملکهٔ اشک                                        | تی‌وی‌ان      | ۲۰۲۴ |